# Luís Fernando Silva
Luis Fernando Moura da Silva, conhecido no meio político como Luis Fernando (São Luís, MA, 25 de julho de 1955) é economista e político brasileiro.
Foi Secretário de Educação do Estado, Chefe da Casa Civil e de Infraestrutura do Estado do Maranhão, prefeito de São José de Ribamar e atualmente é secretário.
Graduado em Ciências Contábeis e em Economia, pós-graduado em Planejamento e Auditoria, foi professor de Macro Economia e Auditoria da Universidade Federal do Maranhão, diretor da Companhia de Habitação Popular do Maranhão – COHAB e diretor-geral da Assembleia Legislativa do Maranhão.
Ocupou ainda os cargos de Auditor-Geral do Estado, Secretário de Desenvolvimento Social, Secretário de Planejamento e Desenvolvimento Econômico e Secretário de Educação. Eleito prefeito de São José de Ribamar em outubro de 2004 e reeleito em 2008, com 98% dos votos. Como gestor público, foi premiado entre os melhores prefeitos do país.
O Liceu Ribamarense, a primeira escola de tempo integral do Maranhão, é projeto idealizado e executado por Luis Fernando e construído com recursos próprios, recebeu do IDEB, altos índices de qualificação, classificando a instituição como referência nacional.
Durante sua gestão, a prefeitura de São José de Ribamar, concluiu mais de 300 obras nas áreas da saúde, educação e infraestrutura, executadas com recursos próprios no período de seis anos. 
Em 2010, foi convidado por Roseana Sarney para assumir a principal pasta do executivo estadual, a chefia da Casa Civil e, posteriormente, Secretaria de Estado da Infraestrutura. 
No meio político foram fortes os rumores indicando que Luis Fernando seria o candidato indicado para a sucessão de Roseana Sarney (PMDB). Porém, foi traído pela família Sarney às vésperas do início da campanha, que optou por Edinho Lobão, filho do senador Edison Lobão, aliado desde os primórdios do clã. 
Candidato a prefeito de São José de Ribamar em 2016, venceu com 98,17% dos votos válidos. O seu adversário obteve 3,82% votos e mesmo assim anulados por ter tido problemas no registro da candidatura em função de ter prestação de contas rejeitadas no Tribunal de Contas do Estado.
Renunciou ao cargo prefeito em março de 2019 para assumir a Secretaria de Estado de Programas Estratégicos, do governo do Maranhão, tendo assumido o seu vice, Eudes Sampaio. 
Foi nomeado secretário de Planejamento do Maranhão em abril de 2022 e em março de 2023 assumiu a Secretaria-Geral da Governadoria.